# Hôtel de la Croix-Laval
L’hôtel de Lacroix-Laval est un hôtel particulier à Lyon, dans le département du Rhône.

## Histoire
Ce bâtiment fait l’objet d’une inscription au titre des monuments historiques depuis le 20 avril 1957.

## Galerie

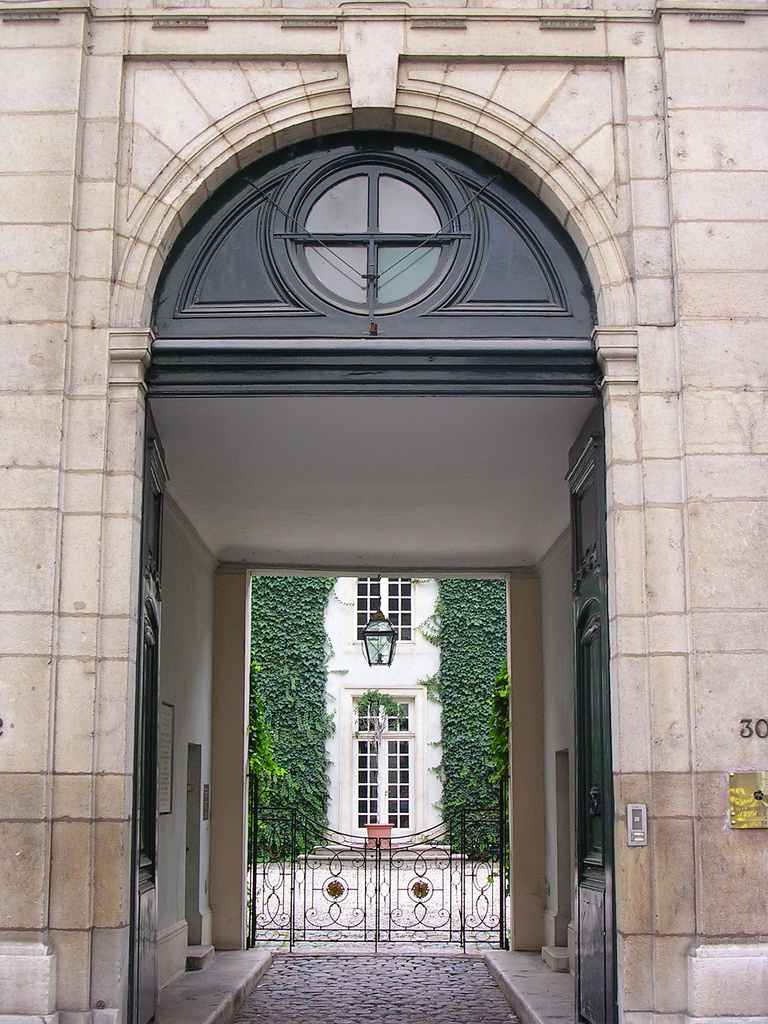
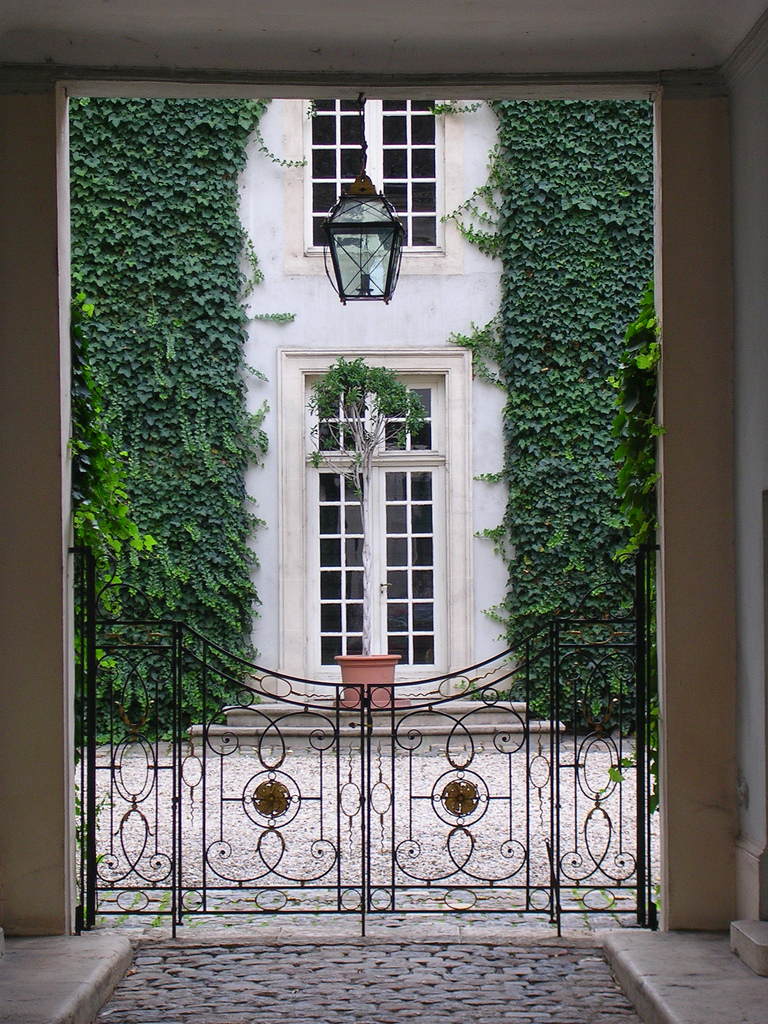